# Цепцевичі
Цепце́вичі (в минулому — Малі Цепце́вичі) — село в Україні, у Сарненській міській громаді Сарненського району Рівненської області. Населення становить 2462 осіб.

## Історія
Малі Цепцевичі є одним із найдавніших сіл на Україні. Воно, поряд із селами  Тутовичі, Тріскині та Ремчиці, розташоване на правому березі річки Горинь, яку в далеку давнину, коли на теренах України ще панувало язичництво, називали Яринь, на честь бога краси й весняного цвітіння Ярила.
Село відоме з середини XVI століття під назвами Чипечевичі або Чупечевичі.
Офіційна дата започаткування відноситься до 1855 р. Документально уточнений рік заснування Тутович — 1511, Великих Цепцевич — 1620, Тріскинь — 1753. Таким чином, серед своїх сіл — сусідів — це, наймолодше поселення. Його історія тісно пов'язана з історією села Великі Цепцевичі, яке польські пани часто перепродували, що призводило до все більшого закріпачення й утиску селян. І вони неодноразово піднімалися для боротьби проти соціального й національного гніту. Так у серпні 1649 року повстанці напали на Цепцевицький хутір і розгромили панський маєток.
Особливо жорстоко експлуатував селян на початку XIX століття поміщик М. Урбановський, якому тоді належали Великі Цепцевичі. У 1851 році він відкрив там винокурний завод.  
Станом на 1885 рік у колишньому власницькому селі Малі Цепце́вичі Городецької волості Луцького повіту Волинської губернії мешкало 535 осіб, налічувалось 83 двори.
За переписом 1897 року кількість мешканців зросла до 846 осіб (424 чоловічої статі та 422 — жіночої), з яких 764 — православної віри.
У 1914 році розпочалася Перша Світова війна, в якій вирішувалась і доля України. В ході її, у листопаді 1917 року в селі було проголошено радянську владу, а в лютому 1919 року повалено. У другій половині вересня 1920 року війська Польщі знову увійшли в м.Сарни і прилеглі до міста території. Було відновлено старі порядки і  польську владу, яка протрималась до 1939 року.
В селі зафункціонувала чотирьохрічна польська школа. Навчання велося польською мовою. У першому і другому класах вивчалися дисципліни читання, письма, малювання, математики, у третьому і четвертому класах викладалися історія, географія, математика, фізика, хімія, читання.
Нелегко доводилося цепцевичанам у часи Другої світової війни. Хоча особливих воєнних битв в селі і околицях не відбувалося, на село було накладене мито із продовольчих товарів.
Багато людей із нашого села добровільно чи примусово входили в число УПА (Українська повстанська армія). Вояки УПА були зацікавлені в тому, щоб не дозволити німцям заволодіти Україною і вивозити з неї її багатства в Німеччину. З цією ціллю всілякими способами організовували перешкоди для пересування німецьких загонів, руйнували шляхи їхнього сполучення й зв'язку.
11 травня 1943 року у селі відбулися бої українських націоналістів з ОУН із польськими бойовиками яким допомагали німці.

### Сучасний стан
1948 року створений колгосп «Шлях до комунізму» у якому більшовицька влада змусила працювати селян.  
У 1961 році через село було прокладено кам'яне шосе із сполученням Яринівка — Тутовичі. Незабаром побудували продовольчо-промисловий магазин, нове приміщення сільського клубу і школи, в якій і на сьогоднішній день навчається понад 600 дітей. 
Територія села складається з 468 дворів та 2697 жителів. Площа населеного пункту становить 207,6 га. На території села Цепцевичі діє будинок культури, публічно-шкільна бібліотека, відділення зв'язку, школа, лікарська амбулаторія загальної практики сімейної медицини, 8 магазинів, автозаправна станція.
Відповідно до Розпорядження Кабінету Міністрів України від 12 червня 2020 року № 722-р «Про визначення адміністративних центрів та затвердження територій територіальних громад Рівненської області» увійшло до складу Сарненської міської громади.

## Населення
Розподіл населення за рідною мовою за даними перепису населення 2001 року:
| Мова       | Кількість осіб | Відсоток |
| ---------- | -------------- | -------- |
| українська | 2 449          | 99.5     |
| російська  | 8              | 0.3      |
| молдовська | 2              | 0.1      |
| білоруська | 1              | 0.1      |

## Бібліотека
Публічно-шкільна бібліотека села Цепцевичі — філіал КЗ «Сарненська централізована система публічно-шкільних бібліотек» обслуговує 1005 користувачів, книжковий фонд налічує близько 36000 примірників книг.
Перші спогади про хату — читальню відносяться до 1947 року. Після німецько-радянської війни більшість людей тягнулися до цієї хати — читальні. З 1955 року хату — читальню стали називати бібліотекою. У 1971 році в селі збудували будинок культури, в якому 2 кімнати виділили під бібліотеку. За цей період збільшився фонд бібліотеки до 25 тис. екземплярів.
У 2002 році, після реорганізації бібліотечної мережі — відбулося об'єднання шкільної та публічної бібліотек.  Переважна більшість читачів бібліотеки — учні та молодь села. Робота бібліотеки спрямована на інформування, збереження та активну популяризацію надбань світової та вітчизняної науки і культури.
В березні 2010 року на базі бібліотеки було відкрито інформаційно-компютерний центр завдяки співпраці громади, Сарненської районної державної адміністрації та Програми розвитку ООН. Збільшилися можливості в обслуговуванні користувачів. Центр створений в рамках міжнародного проєкту ICRIN: "Створення мережі інтернет-центрів у сільській місцевості, що здійснюється в рамках проєкту ООН «Міжнародна науково-інформаційна мережа з питань Чорнобиля» (ICRIN). Для створення центру, ПРООН надало кошти для закупівлі будівельних матеріалів, меблів, та комп'ютерно-офісної техніки, а усі роботи з облаштування доступу до Інтернет та ремонтні роботи було виконано громадою самостійно.
Завдяки проєкту ICRIN громада отримала в користування 5 комп'ютерів з підключенням до Інтернету та багатофункціональний кольоровий копіювальний пристрій.
Книжковий фонд універсальний за змістом і складає майже 18 тис. примірників книг. Щороку книгозбірня отримує 15 назв періодичних видань. Книжковий фонд поповнюється по державній програмі, за кошти районного бюджету та за кошти, що надходять від надання платних послуг, а також частина книг надходить, як дарунок від читачів. Бібліотека забезпечує безкоштовний доступ до Інтернету, проводить навчання основам комп'ютерної грамотності та роботі в Інтернеті, а також  масові заходи.
|  |  |  |  |

## Пам'ятки природи
Пам'ятками природи села є урочища «Ревуча криниця» стоянка мезолітична VIII—VII ст.до н. е. поселення ранньослов'янське та давньоруське I тис.до н. е., XII ст. та «Середовня».

## Відомі особистості села
- Сергійчук Юрій Омелянович, народився 23 квітня 1935 р., «Заслужений лікар України», хірург-уролог, працював у м. Києві.
- Прозапас Анатолій Васильович, народився 12 січня 1956 р., заслужений лісівник України, нагороджений орденом «Золота зірка».